# Mont-roig de Tastavins
Mont-roig de Tastavins (en castellà Monroyo, oficialment, Mont-roig/Monroyo) és una vila i municipi de la comarca del Matarranya, a la província de Terol (Aragó).
Amb una població de 314 habitants durant tot l'any, i més de 400 a l'estiu, és un poble petit, que ha tingut un passat en lo qual les tropes carlines van cremar en cinc ocasions lo poble, i deixaren un rastre de 137 cases cremades l'any 1839, però que, tot i així, ha continuat treballant per tirar endavant este petit poble que disposa ara d'unes 400 cases.
La temperatura mitjana anual és de 11,8° i la precipitació anual, 525 mm.

## Emplaçament geogràfic
Limita al sud amb lo poble d'Herbers, a l'est amb Pena-roja i Fondespatla, al nord amb Ràfels i La Sorollera i a l'oest amb Torredarques. Però a pesar d'estar situat en una zona que podem classificar de mitja muntanya, presenta una accidentada orografia, ja que dels 1.205 metres de la punta de la Camiseta, a la serra de la Cogulla, se descendeix fins als 550 m en los estrets del Tormassal, lo punt on lo Tastavins deixa enrere el terme, aigües avall de les masies de Portolès i de Fos, o als 580 m a la Canaleta, al costat del barranc de Torredarques.

## Idioma
És un dels pobles de la Franja on es parla el català, tot i que el castellà és la llengua oficial.

## Gastronomia
Un dels menjars més característics de la zona és la tòfona, també anomenada or negre, i és un bolet subterrani en forma de patata, que creix a uns 30 cm de profunditat; és per això que, per localitzar-lo, cal l'ajuda d'un gos o d'un porc senglar. Creixen en terrenys amb altituds entre els 700 i 1.400 metres, en terres amb una pluviometria de 500 a 900 mm. I creixen a dins dels boscos d'alzines o roures. La recol·lecció de la tòfona negra es fa entre els mesos de novembre i març, mentre que la d'estiu (tòfona blanca) madura de maig a agost. Se comercialitza tant sencera i crua, com en làmines, o fins i tot en forma de paté o melmelada.

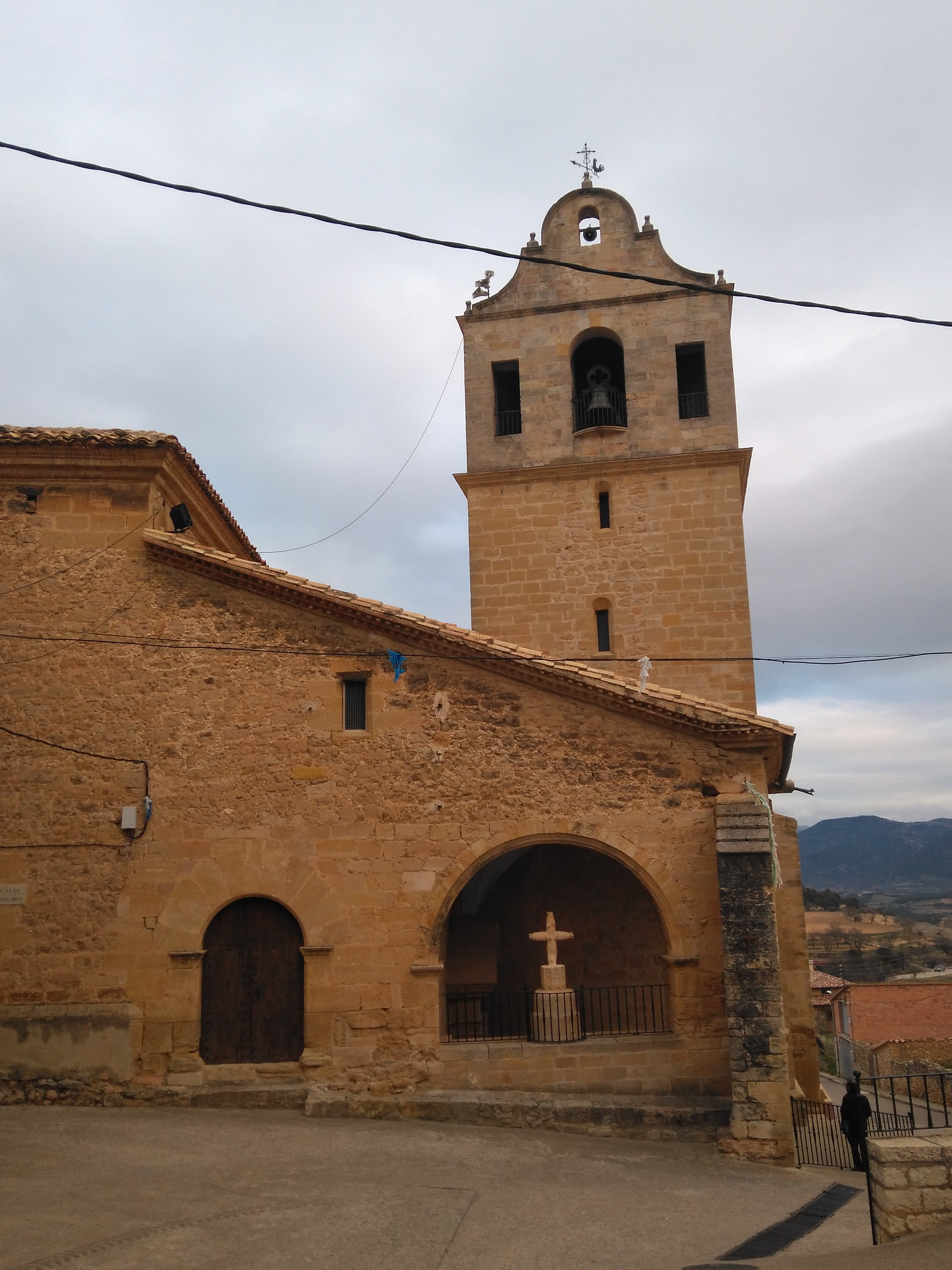
Església de l'Assumpció.

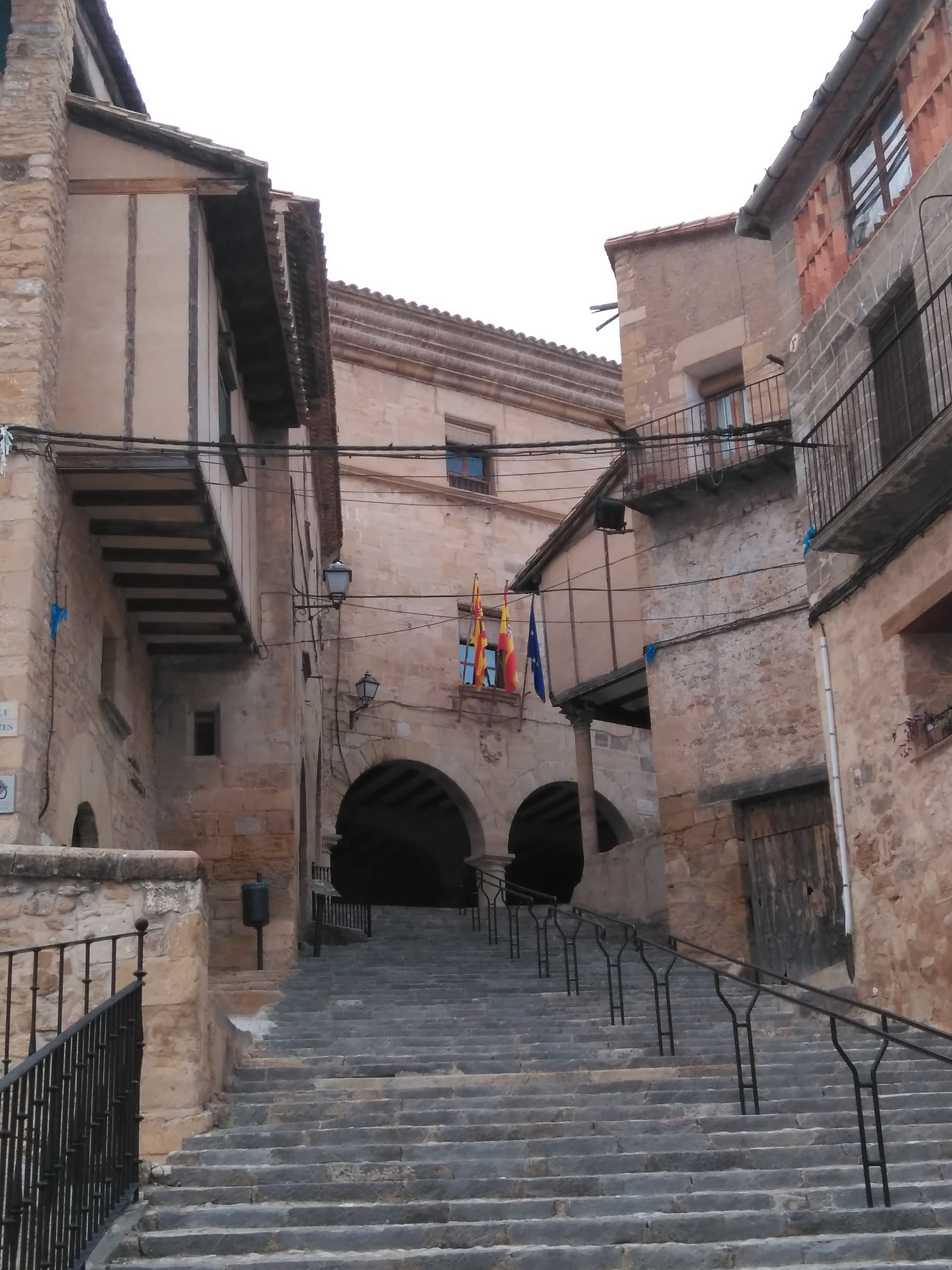
Casa de la vila.

## Actes festius
Sant Anton: se celebra el 17 de gener. Foguera i "rostida" de xoriç.
Santa Àgueda: se celebra el 5 de febrer. Matinades, menjars i ball popular.
Romeria a l'ermita de la Consolació: esta romeria té lloc lo dilluns de Pasqua.
San Cristóbal: del 10 de juliol al 10 d'agost. "Calmant" (beguda típica) i ball popular.
Festes Majors: del 13 d'agost al 19 d'agost. Festes Majors en honor de Nostra Senyora de l'Assumpció i sant Roc. Balls, xarangues, curses pedestres, concursos, braus…
Fira del Maestrazgo: se celebra al novembre. Durant lo primer cap de setmana de novembre, té lloc -amb una àmplia participació d'expositors i públic- la tradicional "Fira d'artesanies i aliments del Maestrat", que a més compta amb exposicions, balls, mercat, etc.